# یواس‌اس آگوستا (سی‌ای-۳۱)
یواس‌اس آگوستا (سی‌ای-۳۱) (به انگلیسی: USS Augusta (CA-31)) یک کشتی بود. این کشتی در سال ۱۹۳۰ ساخته شد.